# Genara Fernández García
Genara Fernández García (Cirujales, León, 12 de febrero de 1903 – Puente Castro, León, 4 de abril de 1941) fue una maestra española represaliada y fusilada por su militancia comunista. También fue conocida como la Pasionaria de Omaña.

## Biografía y trayectoria
Estudió Magisterio en León y aprobó las oposiciones de Magisterio en 1930. Primero estuvo destinada en la escuela de niñas de Soto de Valdeón, y después impartió clase en Orallo. En 1936, consiguió destino en su pueblo natal, Cirujales.
Se afilió a la Asociación de Trabajadores de la Enseñanza en 1934 y en abril de 1936 al Partido Comunista de España. Estaba afiliada a la Unión Republicana de Vegarienza de la que era propagandista de sus ideales de izquierdas. Además, era amiga y seguidora de los socialistas radicales Gordón Ordás y Rafael Álvarez. Por todo eso, la apodaron "La Pasionaria de Omaña".

### Guerra civil y huida
En el verano de 1936 huyó a Asturias cuando las tropas nacionales tomaron la comarca de Omaña en los comienzos de la guerra civil.
Tras una breve estancia en Asturias y fracasar su intento de huir a Francia por barco (al ser interceptado por las tropas franquistas), regresó a León, donde gracias a las recomendaciones de una compañera de promoción consiguió trabajo, primero de institutriz y después de taquillera en el Cine Mary de León. Según relata el Expediente de Responsabilidades Políticas que se instruyó contra ella, en la noche del 16 al 17 de diciembre de 1939, a las puertas de la Iglesia de San Marcelo de la ciudad de León arrojó dos paquetes abiertos que contenían 312 hojas cuartillas escritas a máquina, de propaganda marxista.

### Detención y fusilamiento
Fue detenida y tachada de «mujer peligrosa», y se la trasladó desde la prisión de León a Santa Cruz de Tenerife en octubre de 1940. Tras pasar por la prisión de Valladolid el 26 de marzo de 1941 fue trasladada de nuevo a León. El 2 abril, el gobernador militar enviaba al director de la prisión de León una misiva en la que pedía fuera fusilada en el Campo de Tiro de Puente Castro dos días después.
En el borrador del expediente de depuración, se le acusaba de pertenecer a la Federación de Trabajadores de la Enseñanza, de ser vocal del Comité de Izquierdas y del Frente Popular, así como de permitir un mitin comunista en la escuela, además de hacer propaganda antipatriótica y de tener mala conducta «profesional y moral».

“(…) sobre las 11:30 de la noche del 16 al 17 de diciembre de 1939, y a las puertas de la Iglesia de San Marcelo y Plaza del mismo nombre de la ciudad de León (sitios ambos los más céntricos de la capital), con el decidido propósito de desprestigiar al Movimiento Nacional, perturbar al orden público y sembrar el descontento en las clases trabajadoras, arrojó dos paquetes abiertos que contenían 312 hojas cuartillas escritas a máquina, de propaganda marxista, dejándolas en las mismas escalerillas de la Iglesia citada y en uno de los bancos de aquella Plaza , en disposición de gran visibilidad para su difusión entre el numeroso público que suele transitar por aquellos lugares, habiendo sido recogidas aquella misma noche las hojas subversivas por unos soldados y varios vecinos que las entregaron en la comisaría (…)”.

Fue expulsada definitivamente del cuerpo de magisterio el 24 de abril de 1940, cuando estaba en la prisión provincial de León y fusilada el 4 de abril de 1941 en el campo de tiro de Puente Castro (León), cuando tenía 38 años. En la causa del fallecimiento se anotó «parálisis cardíaca».